# Topielica (demon)

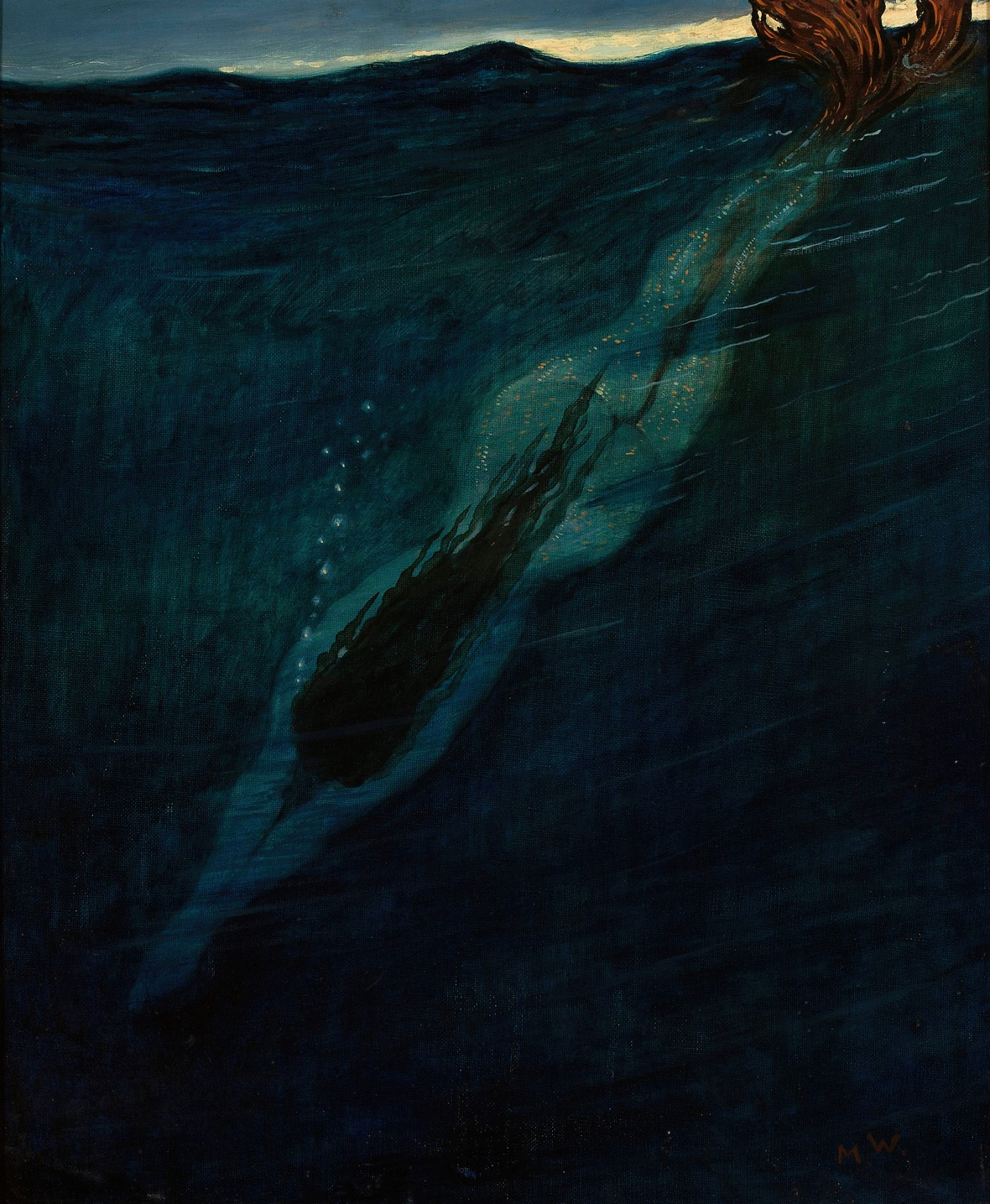
Nimfa wodna (1905) - obraz Marcina Wawrzenieckiego

Topielica – w wierzeniach słowiańskich złowrogi demon zamieszkujący zbiorniki wodne, uznawana za partnerkę topielca. Topielica była duszą młodej dziewczyny, która utopiła się z rozpaczy lub ze zgryzoty, bądź została celowo przez kogoś utopiona. Wierzenia dotyczące topielic pochodzą głównie z dorzecza Bugu i Narwi.
Topielice ukazywały się pod postacią młodych dziewczyn z długimi jasnymi włosami, które wydawały cudowne dźwięki. Wołaniem o pomoc lub śpiewem wabiły młodych mężczyzn, których następnie topiły. Potrafiły też zmusić do wejścia do wody, kiedy było na to za zimno lub za ciepło, w wyniku czego mężczyzna umierał.
Można było uchronić się przed urokiem topielicy, nosząc przy sobie gałązkę jarzębiny. Nie oznaczało to jednak pełnego bezpieczeństwa, ponieważ niekiedy topielice ciągnęły ofiary do wody siłą.